# Cratyna postglobula
Cratyna postglobula är en tvåvingeart som beskrevs av Hans-Georg Rudzinski 1993. Cratyna postglobula ingår i släktet Cratyna och familjen sorgmyggor.
Artens utbredningsområde är Tyskland. Inga underarter finns listade i Catalogue of Life.